# Wade Boggs
Wade Anthony Boggs (Omaha, Nebraska, 15 de junio de 1958) es un ex beisbolista estadounidense de las Grandes Ligas. Pelotero de gran efectividad a la ofensiva,  ganó cinco títulos individuales de bateo.  Jugó la mayor parte de su carrera con los Boston Red Sox, pero fue con los New York Yankees con quienes logró un título de Serie Mundial en 1996.

## Inicios
Wade, en sus comienzos como pelotero, jugó en las Ligas Menores. En esa época, sin embargo, no demostró algún destello en particular; hasta que un cazatalentos vislumbró las cualidades del joven. Su debut en las gran carpa fue con los Red Sox el año 1982, nada menos que con un porcentaje de bateo de .349 en 104 juegos. El siguiente año, el titular de tercera base fue transferido a otro equipo, por lo que Boggs tomó el puesto. Esa temporada su ofensiva llegó a un magnífico .361, llevándose así su primer título individual con el bate. Repitió en 1985, con .368, el mejor promedio de su carrera

## Años posteriores
Boggs ha sido uno de los jugadores más supersticiosos en la historia  de las Grandes Ligas. Entre sus peculiaridades estaban la de levantarse todos los días a la misma hora; comer pollo antes del inicio de un juego (por ello alguien le puso el sobrenombre de “chicken man”); en las prácticas en el campo, fildeaba siempre la cantidad de 150 bolas; cuando tomaba su turno, escribía la palabra hebrea “chai” en la caja de bateo; sus pasos eran medidos cuando llegaba a su posición en el campo, a tal grado que sus huellas eran visibles en el terreno, etc. Con todo, supo responder a su equipo de una manera impecable.
Los Red Sox llegaron el año de 1986 a la Serie Mundial frente a los New York Mets. Esa temporada Boggs se había agenciado otro título de bateo, pero los bostonianos perdieron el campeonato  de una manera desafortunada cuando todo parecía que la ganarían. En los siguientes dos años (1987 – 1988) Wade fue líder a la ofensiva, terminando su racha de cuatro lideratos consecutivos. El equipo disputaría, asimismo, el banderín de la Liga Americana en 1988 y 1990, sin éxito.
Por primera vez en su carrera Boggs tuvo un rendimiento por debajo de los .300 (.259) en 1992. Fue entonces que decidió mudarse al equipo de los New York Yankees. Con estos llegó nuevamente a una Serie Mundial en 1996 con éxito, pues fue ganada en 6 juegos frente a los Atlanta Braves. A la hora de la celebración, en homenaje a su ilustre carrera, fue llevado en un caballo alrededor del campo del Yankee Stadium como una cortesía de la policía de la ciudad. El año 1997 hizo la primera de dos apariciones como lanzador en un inning frente a los Angels donde retiró a tres de cuatro jugadores.

## Años finales como pelotero
Terminó sus años de jugador con los Tampa Bay Rays en los años de 1998 y 1999. Con esta franquicia logró el primer home run en la historia del equipo y su hit número 3.000.

## Miscelánea
- Sobrenombre: chicken man
- Números finales en 2.440 juegos: bateo: .328; home runs: 118; carreras impulsadas: 1.014.
- Números en Series mundiales: Bateo: .286; home runs: 0: carreras impulsadas: 5.
- Siete temporadas consecutivas bateando al menos 200 hits.
- En 1988, en el campo de los Kansas City Royals, después de admitir haber cometido adulterio, miles de aficionados portaban a manera de máscara el retrato de su amante.
- Su hit 3.000 fue un home run, primera vez en la historia de la liga que esta marca se alcanzaba de esta manera.